# Trichopteryx grisea
Trichopteryx grisea är en fjärilsart som beskrevs av Alexander Michailovitsch Djakonov 1926. Trichopteryx grisea ingår i släktet Trichopteryx och familjen mätare. Inga underarter finns listade i Catalogue of Life.